# Wiaziga

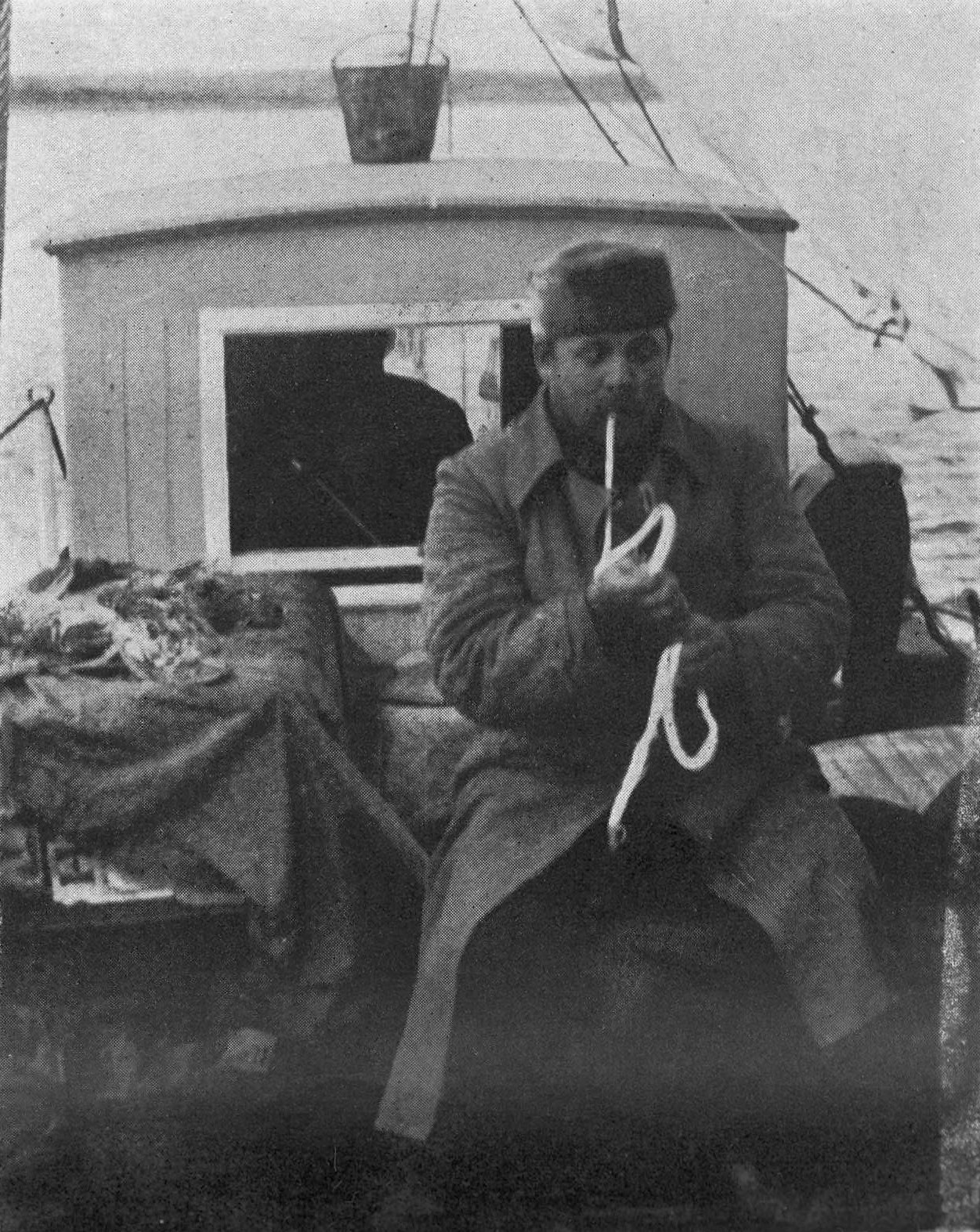
Rybak zjadający surowy rdzeń kręgowy jesiotra (1913)

Wiaziga (także: wiziga, wiazyga) – w kuchni rosyjskiej, zasuszone struny grzbietowe ryb jesiotrowatych, wykorzystywane do przyrządzania wykwintnych nadzień do pierogów (np. rastiegajów).
Przed użyciem wiazigę namacza się, gotuje i drobno kroi na kawałki. Używa się jej do pierogów z nadzieniem z mięsa, ryby gotowanej, kapusty, ryżu, grzybów lub marchewki.